# SCM Gloria Buzău
SCM Gloria Buzău er en rumænsk håndboldklub, hjemmehørende i Buzău, Rumænien. Klubben blev etableret i 2017 og ledes af præsidenten Cristian Ceaușel  og har Ovidiu Mihăilă som cheftræner. Hjemmekampene bliver spillet i Sala Sporturilor Romeo Iamandi, med plads til 1.868 tilskuere. Holdet spiller pr. 2020, i Liga Naţională.

## Aktuel trup

### Spilletruppen 2019-20
| Målvogter - 01 Ana-Maria Mîrcă Olariu - 12 Alina Iordache - 21 Petra Blazek Fløjspiller LW - 08 Denisa Șelever - 18 Claudia Condurache - 77 Ana Maria Iuganu RW - 07 Ana Maria Simion - 27 Andreea Taivan Stregspiller - 06 Alexandra Iovanescu-Subtirica - 83 Marija Petrović - 99 Oana Apetrei | Bagspiller LB - 10 Diana Munteanu-Druțu - 23 Raluca Petruș - 24 Ines Khouildi CB - 09 Andreea Pricopi - 17 Carmen Stoleru - 19 Alexandra Gavrilă RB - 66 Andreea Mărginean - 96 Alina Ilie |